# Chiesa di San Domenico e Santa Maria della Porta
La chiesa di San Domenico e Santa Maria della Porta è un luogo di culto cattolico di Salerno, situato in largo San Tommaso d'Aquino.. Faceva parte inizialmente di un complesso religioso comprendente un convento.

## Storia

### Il convento
Le prime notizie del convento risalgono al 1272 quando l'arcivescovo Matteo della Porta concesse la chiesa di San Paolo Palearia, presso Porta Rotese, con annessi orti e giardini ai padri domenicani, per la costruzione della loro struttura conventuale. Due anni dopo venne costruita e consacrata l'omonima chiesa annessa al convento. Dopo il 1294 il convento entrò a far parte della Provincia Domenicana del Regno di Napoli di recente istituzione. Nel 1363 il convento rischiò di essere demolito per rinforzare le mura della città ma la regina Giovanna ordinò di includerlo all'interno della cinta, senza disturbarne la quiete. Il 25 novembre 1807 il convento venne soppresso e i locali restarono a disposizione delle truppe di passaggio, mentre la chiesa fu affidata al parroco di San Eufebio. Il 4 dicembre dello stesso anno l’arcivescovo Pinto, con lettera diretta all'intendente, si adopera perché venga sospesa la soppressione per le grandi benemerenze che hanno acquisito i domenicani in città. La richiesta venne accolta poco tempo dopo dal Ministro del Culto, acconsentendo alla riapertura della chiesa e l’alloggio. Nel 1818, dopo il concordato fra la Santa Sede e il regno di Napoli, l’arcivescovo tentò di ottenere il ripristino almeno di alcuni dei monasteri soppressi, tra cui San Domenico, ma senza successo. Il convento è al 2017 sede della caserma di Polizia "Pisacane".
Il Monastero godette di grande prestigio ed è noto per aver ospitato San Tommaso d'Aquino ed essere stato un centro culturale di grande importanza. Nel XIII secolo fu sede dell'Accademia dei Concordi fondata da San Tommaso e San Bonaventura, nel XVI e XVII secolo ospitò l'Accademia dei Rozzi (letterati) e nel XVIII secolo quella degli Irrequieti (matematici).
Il convento aveva una piccola porta detta “de lu francescu”, che portava all'esterno delle mura, rimasta chiusa per motivi di sicurezza fino al 1296, quando il re ordinò la riapertura.

### Architettura

#### Il chiostro grande
Riveste grande interesse la costruzione del chiostro grande del convento, le cui notizie al riguardo ci giungono grazie ai rilievi realizzati da Heinrich Wilhelm Schulz nell'800. A pianta quasi quadrata, era delimitato da corsie coperte con volta a crociera, sostenute, verso l'area libera, da arcate acute i cui piedritti erano rinforzati da contrafforti. Nelle arcate, al di sopra dei muretti dei davanzali, si distendevano transenne, sostenute da esili colonnine binate. Su ogni prospetto variava il disegno delle arcate. Durante i lavori di riconversione in caserma, le arcate furono tompagnate o distrutte per la creazione di nuovi locali. Il Bertaux definì "unico al mondo" l'insieme dei chiostri di Amalfi, Ravello e Salerno.

### La chiesa
La chiesa, annessa al convento, fu fondata per volere di Regale della Porta, figlia di Eufranone, monaco domenicano che aveva fondato il convento insieme a San Tommaso. La chiesa è situata in largo San Tommaso d'Aquino e sul portale è posata un'iscrizione dedicata alla stessa Regale e datata 1275.
La chiesa fu consacrata nel 1277. Nel 1765 venne innalzata la cappella dedicata a San Tommaso, che fu realizzata a spese della città. Nel 1807 il convento di San Domenico fu soppresso e la chiesa passò al parroco di Sant'Eufebio e San Massimo.
Attualmente è una delle chiese più frequentate nel Centro storico di Salerno.

### Architettura
La chiesa è ad unica navata, di forma rettangolare, con cappelle laterali. La copertura consiste in tetto a falde, con ossatura lignea e manto di coppi e canali, con una cupola con lanterna, in passato maiolicata. La navata è caratterizzata da volta a botte con lunette e cupola sul transetto. Il pavimento è in lastre di marmo quadrate, realizzato nel 1939, a sostituzione dell'originale di mattoni. Decorazioni esterne con capitelli in stile ionico ai fianchi del portale, stucchi decorativi, cornici e volute.